# Xenylla uniseta
Xenylla uniseta är en urinsektsart som beskrevs av da Gama 1963. Xenylla uniseta ingår i släktet Xenylla och familjen Hypogastruridae. Inga underarter finns listade i Catalogue of Life.